# Lauchheim
Lauchheim ist mit 4857 Einwohnern (31. Dezember 2024) die bevölkerungsärmste Stadt im Ostalbkreis in Baden-Württemberg. Sie gehört zur Region Ostwürttemberg.

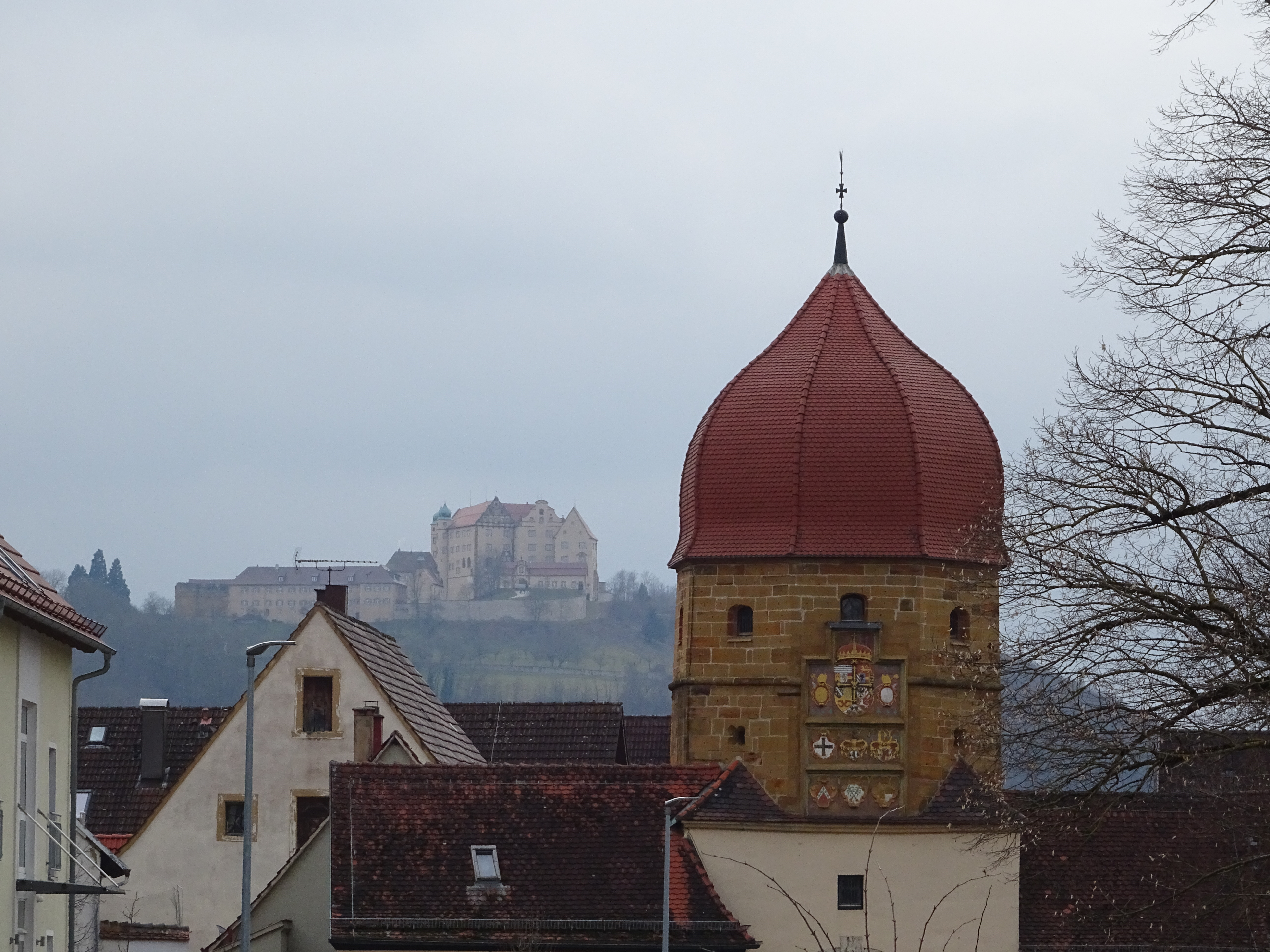
Das Stadttor (oberes Tor) von Lauchheim mit der Kapfenburg im Hintergrund

## Geographie

### Geographische Lage

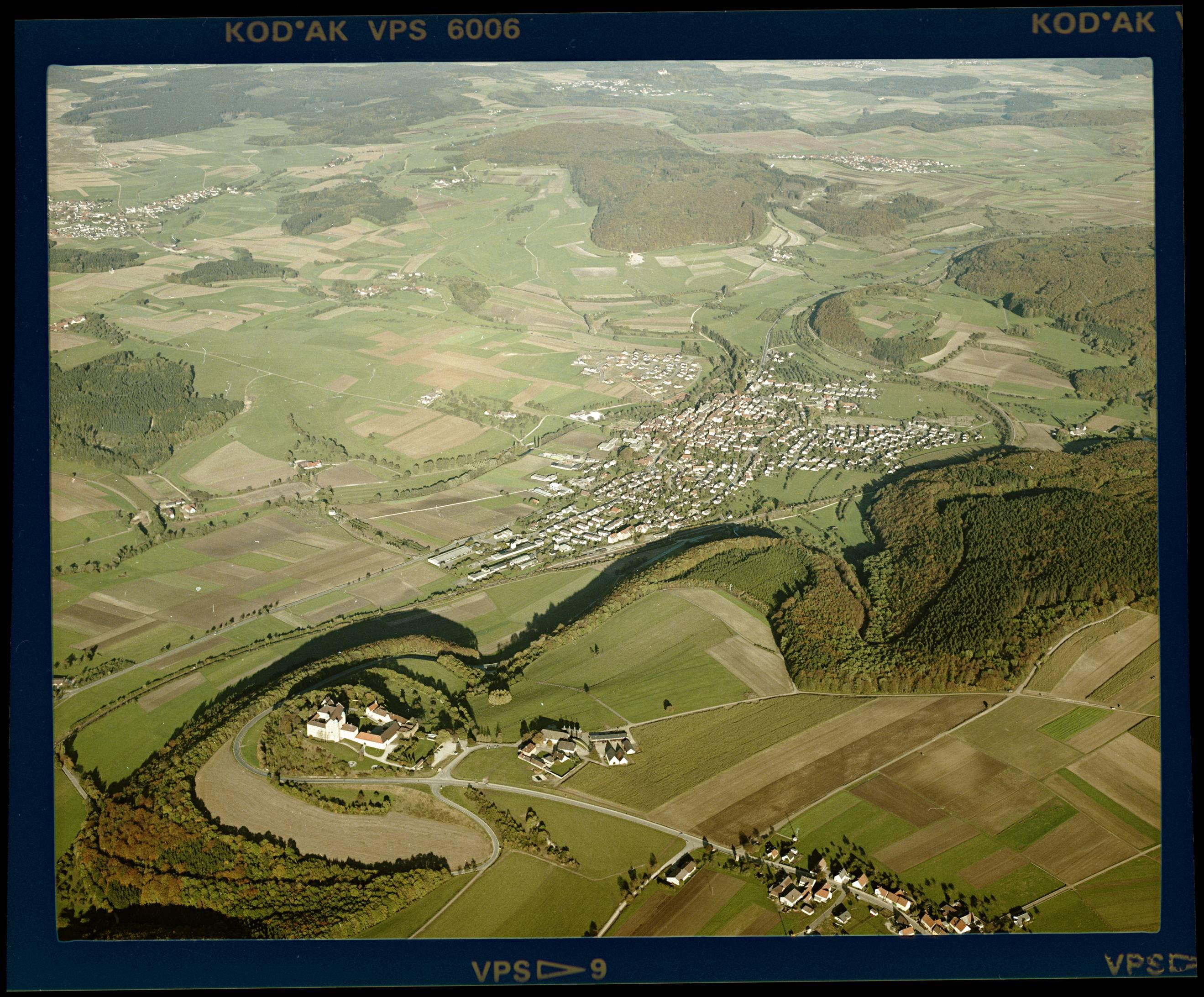
Blick auf Lauchheim und Umgebung der Kapfenburg

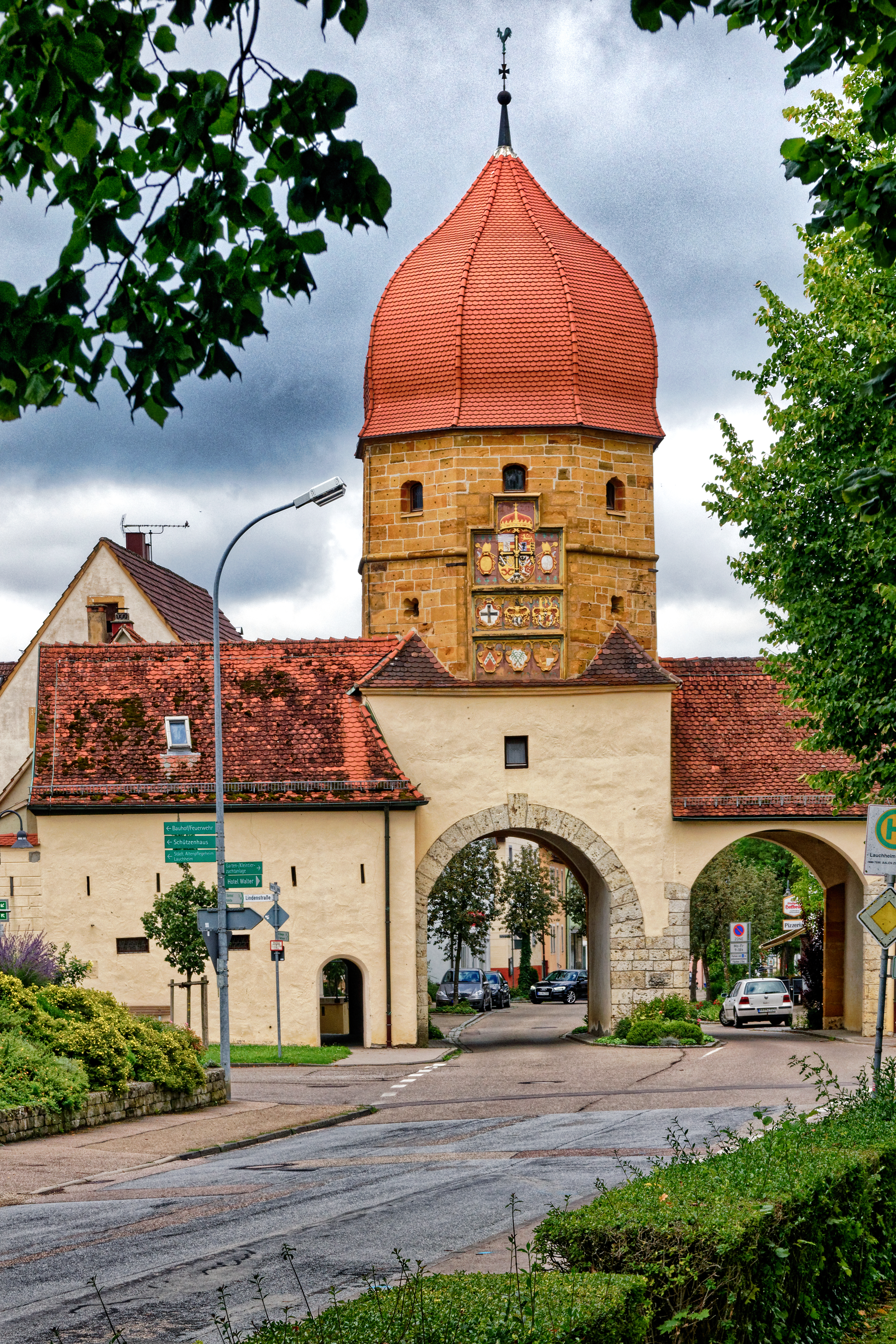
Das obere Tor von Lauchheim

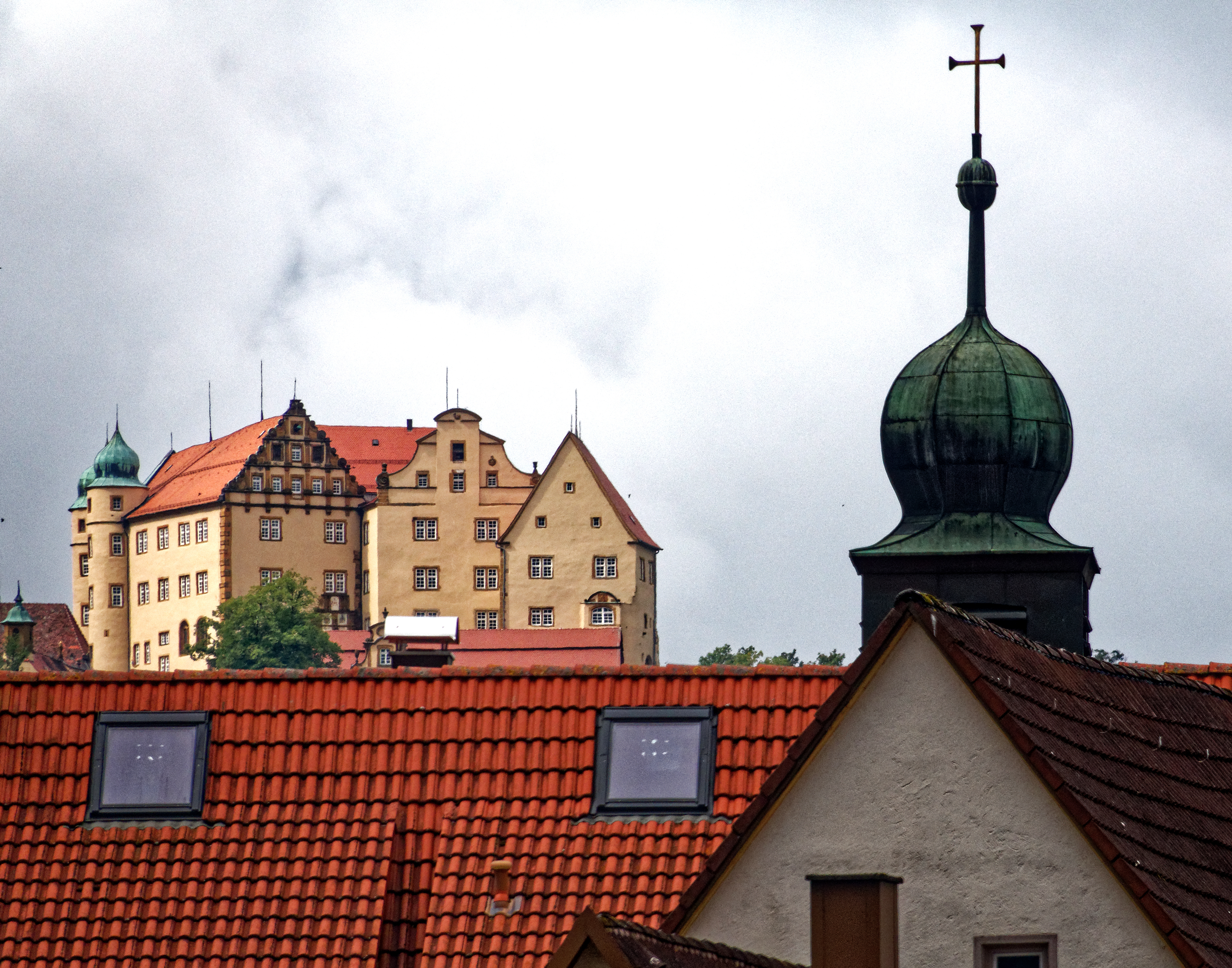
Blick über die Dächer von Lauchheim zur Kapfenburg

Lauchheim liegt im Jagsttal am Trauf des Härtsfelds, das den östlichsten Teil der Schwäbischen Alb bildet, auf ungefähr 500 m ü. NN. Die Landeshauptstadt Stuttgart befindet sich circa 80 Kilometer westlich, Ulm 50 Kilometer südsüdwestlich von Lauchheim; Augsburg liegt rund 70 Kilometer südöstlich.

### Nachbargemeinden
Die Gemarkung der Stadt Lauchheim grenzt im Westen und Norden an Westhausen, im Osten an die Stadt Bopfingen und im Süden an die Kreisstadt Aalen.

### Stadtgliederung
Zur Stadt Lauchheim mit den ehemals selbstständigen Gemeinden Hülen und Röttingen gehören neben Lauchheim zwölf weitere Dörfer, Weiler, Höfe und Häuser. Zur ehemaligen Gemeinde Hülen gehören das Dorf Hülen und Staatsdomäne, Schloss und Weiler Kapfenburg. Zur Stadt Lauchheim in den Grenzen vor der Gemeindereform in den 1970er Jahren gehören die Stadt Lauchheim, die Weiler Gromberg, Hettelsberg und Stetten, die Höfe Banzenmühle, Fuchsmühle, Mohrenstetten und Schönberg, das Haus Haltepunkt Röttingen und die abgegangenen Ortschaften Tatenloch, Königsbühl, Neusselbuch, Niederhofen und Mittelhofen. Zur ehemaligen Gemeinde Röttingen gehören das Dorf Röttingen, das Gehöft Kahlhöfe und die abgegangenen Ortschaften Hausen (?) und Hof zu Waidland.

### Flächenaufteilung
Nach Daten des Statistischen Landesamtes, Stand 2014.

## Geschichte

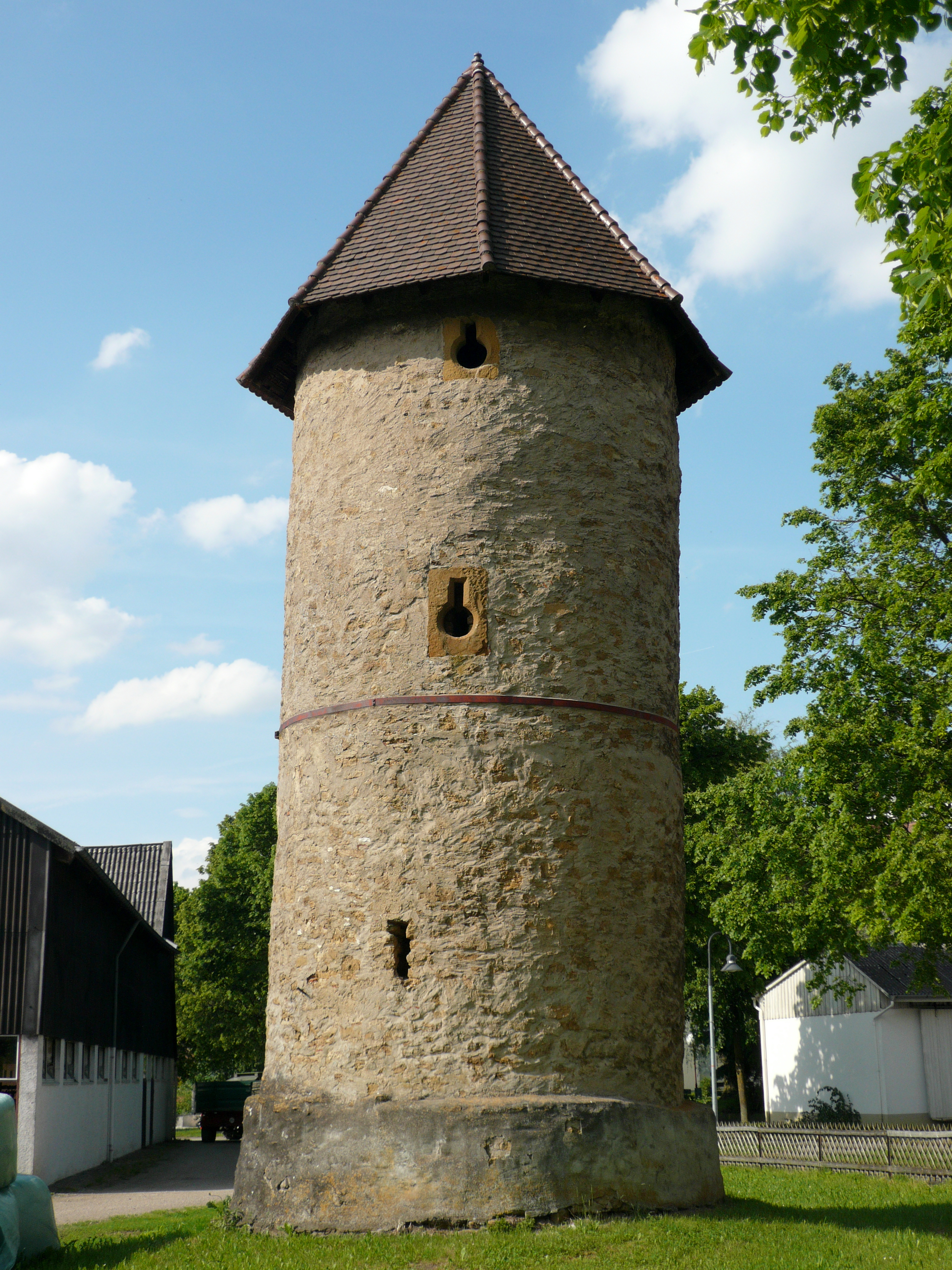
Turm von Lauchheim, ein Relikt der alten Stadtbefestigung

### Die alte Ordnung bis 1806
Lauchheim (Lauche = Grenzmarke; wahrscheinlich bezogen auf die schwäbisch-fränkische Grenze) liegt an einer alten Handelsstraße, die im Jagsttal verlief, dieses am Jagstknie in Lauchheim verließ und durch das Ries nach Donauwörth führte. Nördlich der Stadt wurde eine keltische Viereckschanze nachgewiesen. Westlich der späteren Stadt konnten archäologische Ausgrabungen eine früh- bis hochmittelalterliche Siedlung sowie das zugehörige Gräberfeld der Merowingerzeit fast vollständig erfassen – deutschlandweit eine einmalige Situation; die geborgenen Funde befinden sich im Alamannenmuseum Ellwangen. Auf das Gräberfeld und die Siedlung Mittelhofen wird mit Informationstafeln hingewiesen.
1235–1485 ist ein Adelsgeschlecht bezeugt, das sich nach Burg Gromberg benannte und erster Grundherr des erstmals 1248 erwähnten Ortes war. Neben den Herren von Gromberg hatten auch die Schenken von Schenkenstein und das Kloster Ellwangen Besitz in Lauchheim.
Seit der zweiten Hälfte des 14. Jahrhunderts erwarb der Deutsche Orden Gebiete im Bereich des oberen Jagsttals und baute Lauchheim zum Zentrum der um 1400 gegründeten Kommende aus. Diese Kommende gehörte zur Deutschordensballei Franken. Auf dem Stadttor von Lauchheim kann noch heute das Wappen des Deutschen Ordens gesehen werden. Auch in der heute evangelischen Barbarakapelle findet sich das Wappen des Ordens.

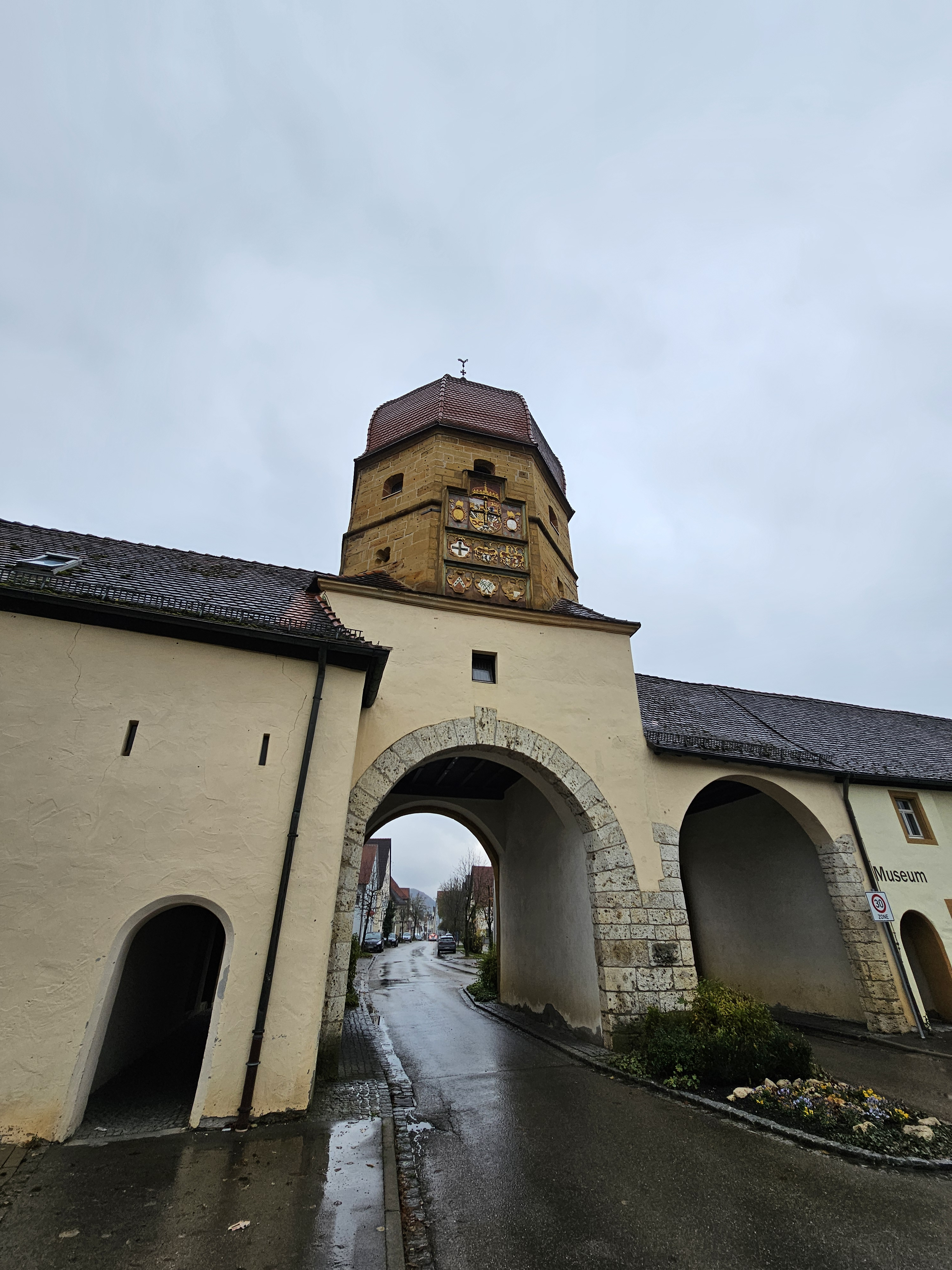
Lauchheimer Stadttor

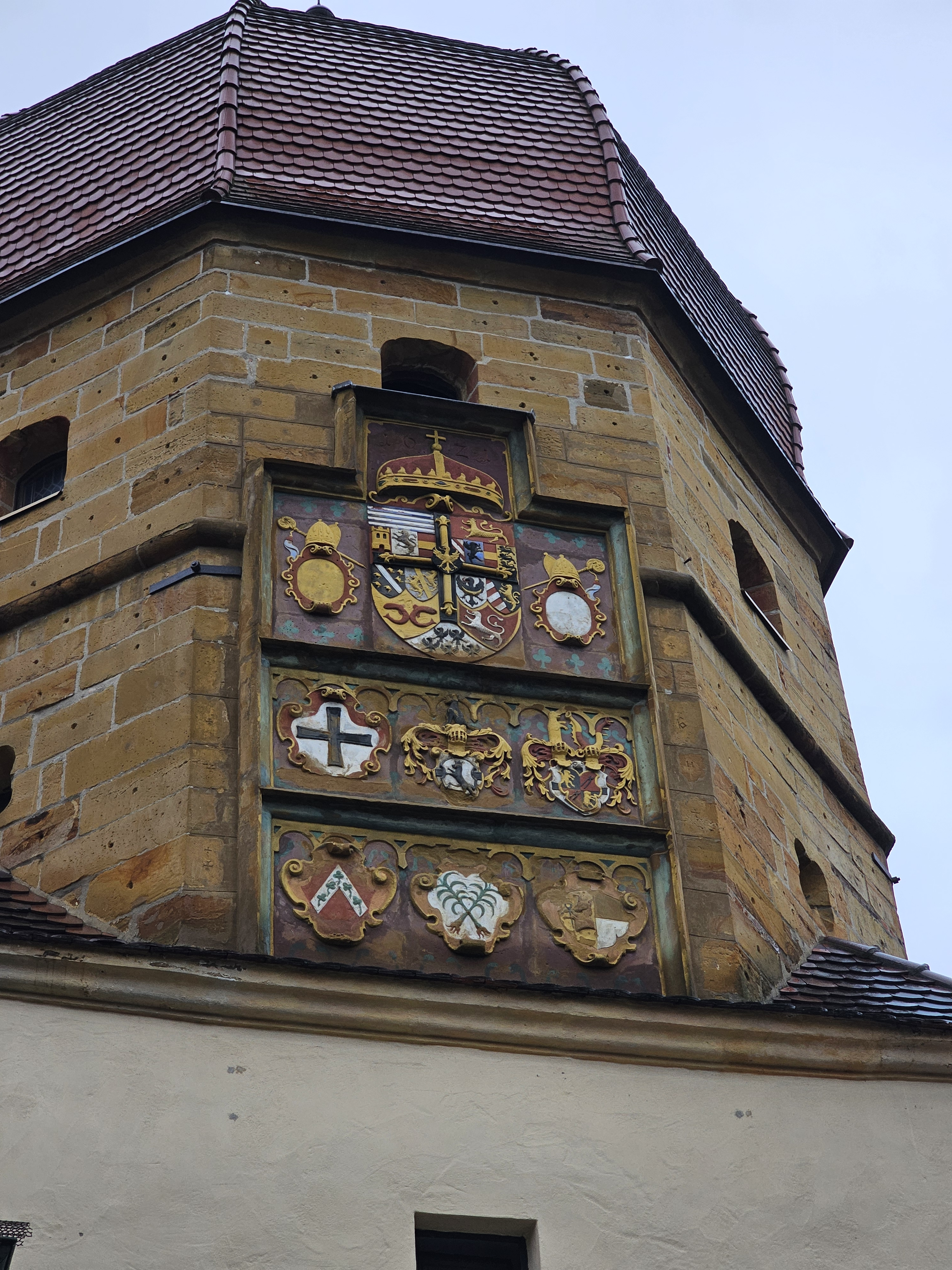
Lauchheimer Stadttor mit Wappen des Hochmeisters des Deutschen Ordens Karl von Habsburg, sowie von Johann Eustachius von Westernach und Karl von Berndorff, in der unteren Reihe die Wappen von Eschenbach, Lauchheim und Ellingen

1397 wurde seitens der Stadt mit dem Bau der Befestigung begonnen, 1398 wurde die Hochgerichtsbarkeit, 1402 das Marktrecht und 1431 schließlich das Stadtrecht mit Freiheiten nach Bopfinger Vorbild erworben, wobei Lauchheim dennoch weiterhin unter der Herrschaft des Ordens blieb. Im Dreißigjährigen Krieg wurde die Stadt 1645 von französischen Truppen unter dem Duc d’Enghien zum großen Teil niedergebrannt.

### Württembergische Zeit
1806 wurde der Deutsche Orden von Kaiser Napoleon aufgehoben und die Stadt sowie die Kapfenburg dem Königreich Württemberg einverleibt.
Während Hülen (ehemals der Deutschordens-Kommende zugehörig) und Röttingen (zuvor beim fürstlichen Haus Oettingen) seit 1810 zum Oberamt Neresheim gehörten, war die Kernstadt 1806 dem Oberamt Ellwangen zugeschlagen worden.

### Zeit des Nationalsozialismus
Bei der Verwaltungsreform während der Zeit des Nationalsozialismus in Württemberg gelangte das gesamte heutige Stadtgebiet 1938 zum Landkreis Aalen.

### Nachkriegszeit
Da Lauchheim und seine heutigen Stadtteile nach dem Zweiten Weltkrieg in die Amerikanischen Besatzungszone gerieten, gehörte das Gebiet somit seit 1945 zum neu gegründeten Land Württemberg-Baden, das 1952 im jetzigen Bundesland Baden-Württemberg aufging. Durch die Kreisreform von 1973 kam das gesamte Gebiet der heutigen Stadt zum neuen Ostalbkreis. Am 31. Dezember 1974 wurde Hülen nach Lauchheim eingemeindet. Die heutige Stadt entstand durch Vereinigung der Stadt Lauchheim mit der Gemeinde Röttingen am 1. Januar 1975.
Der Stadtfeiertag wird jedes Jahr am 4. Juli in Erinnerung an die Verleihung des Stadtrechts 1431 begangen.

## Religionen

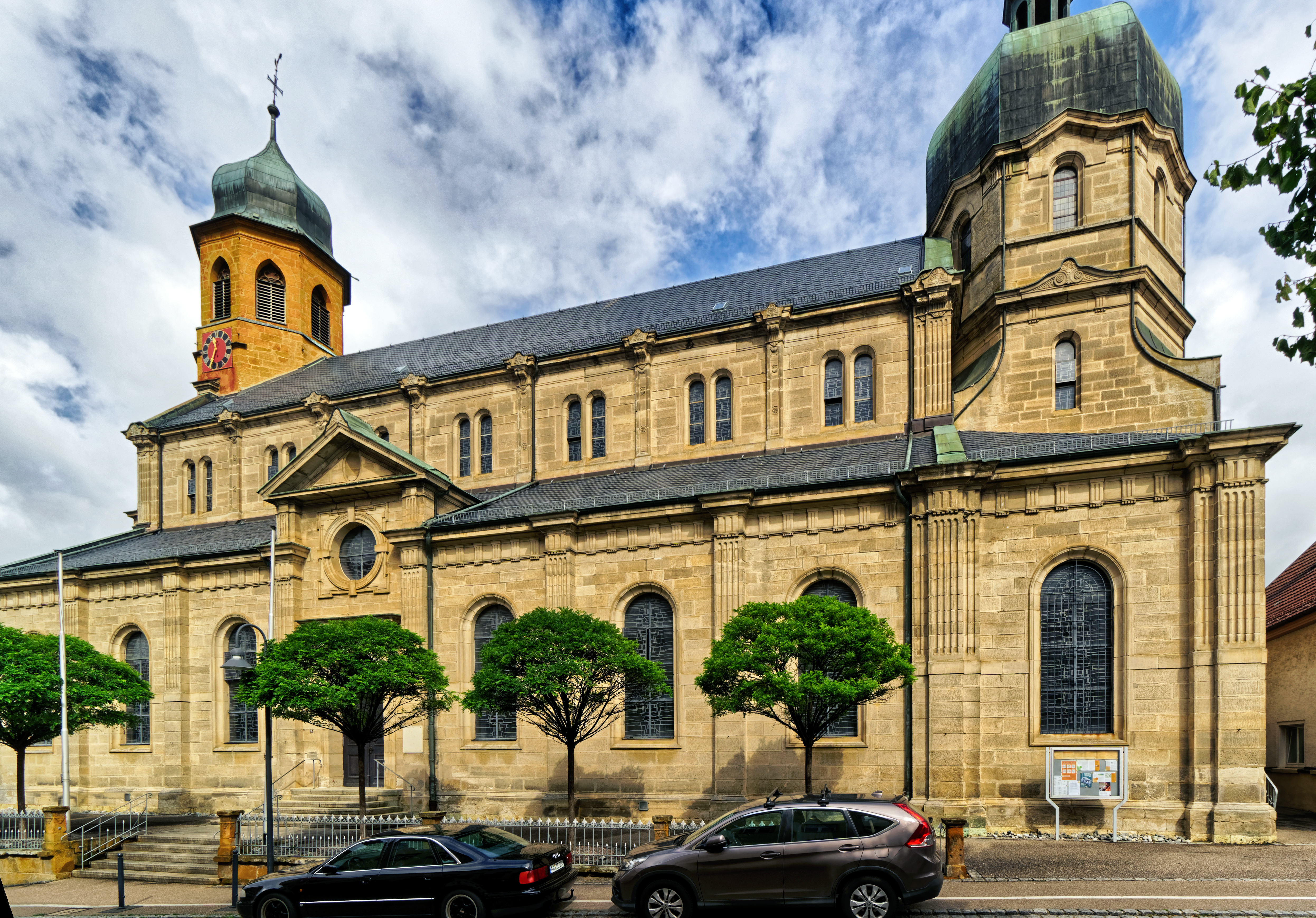
Katholische Pfarrkirche St. Petrus und Paulus

### Kirchen
Die bereits 1248 bezeugte Pfarrei kam 1363 an die Deutschordenskommende Mergentheim, wurde in diese inkorporiert und 1538 an die Lauchheimer Kommende abgegeben.
In Lauchheim haben sowohl die römisch-katholische als auch die evangelische Kirche eine Pfarrei. Die katholische Stadtpfarrkirche St. Petrus und Paulus wurde von Georg von Morlok erbaut und 1868 geweiht. Die evangelische Kirchengemeinde Lauchheim-Westhausen nutzt die im Kern spätmittelalterliche Barbarakapelle.

### Judentum
1658 gewährte Lauchheim gegen den Protest des katholischen Pfarrers sechs aus dem Herrschaftsgebiet der Oettinger vertriebenen Juden Asyl. 1788 lebten bereits 18 Familien mit 88 Personen im Ort. Lauchheim war zunächst selbst Sitz eines Rabbinats, dann Ellingen (bis 1806), Wallerstein (bis 1832) und Oberdorf zugeordnet. Nachdem um 1858 mit 176 Personen die höchste Zahl jüdischer Einwohner erreicht war, wanderten viele Juden ab. 1900 wurden nur noch 47, 1910 32 jüdische Lauchheimer gezählt. 1922 wurde die Gemeinde aufgelöst, die verbliebenen Juden gehörten zur Gemeinde Oberdorf. Von den sieben Juden, die 1933 vor Ort lebten, kamen sechs durch den Holocaust das Leben.
Die 1686 erwähnte Synagoge brannte 1743 durch Fahrlässigkeit, die jüdische Gemeinde wurde deswegen bestraft. 1768 bis 1770 wurde eine neue Synagoge errichtet, die die Gemeinde 1856/1857 mit einem staatlichen Zuschuss renovierte und erweiterte. Anfang des 20. Jahrhunderts wurde es immer schwieriger, die für den Gottesdienst nötige Zehnzahl zu erreichen; spätestens 1920 wurde die Synagoge geschlossen und das Gebäude 1921 verkauft. Trotzdem wurde das nicht mehr für als Synagoge nutzte Haus in den Novemberpogromen 1938 in Brand gesetzt. Das Feuer konnte aber gelöscht werden. Nach dem Krieg als Scheune genutzt, wurde das Gebäude 1965 abgerissen.
Eine jüdische Konfessionsschule wurde erstmals 1829 erwähnt, 1849/1850 kaufte die Gemeinde ein neues Gebäude und baute es zur Schule mit Gemeindesaal um; im Keller wurde eine Mikwe eingerichtet. Der Friedhof der jüdischen Gemeinde Lauchheim befand sich in Aufhausen.

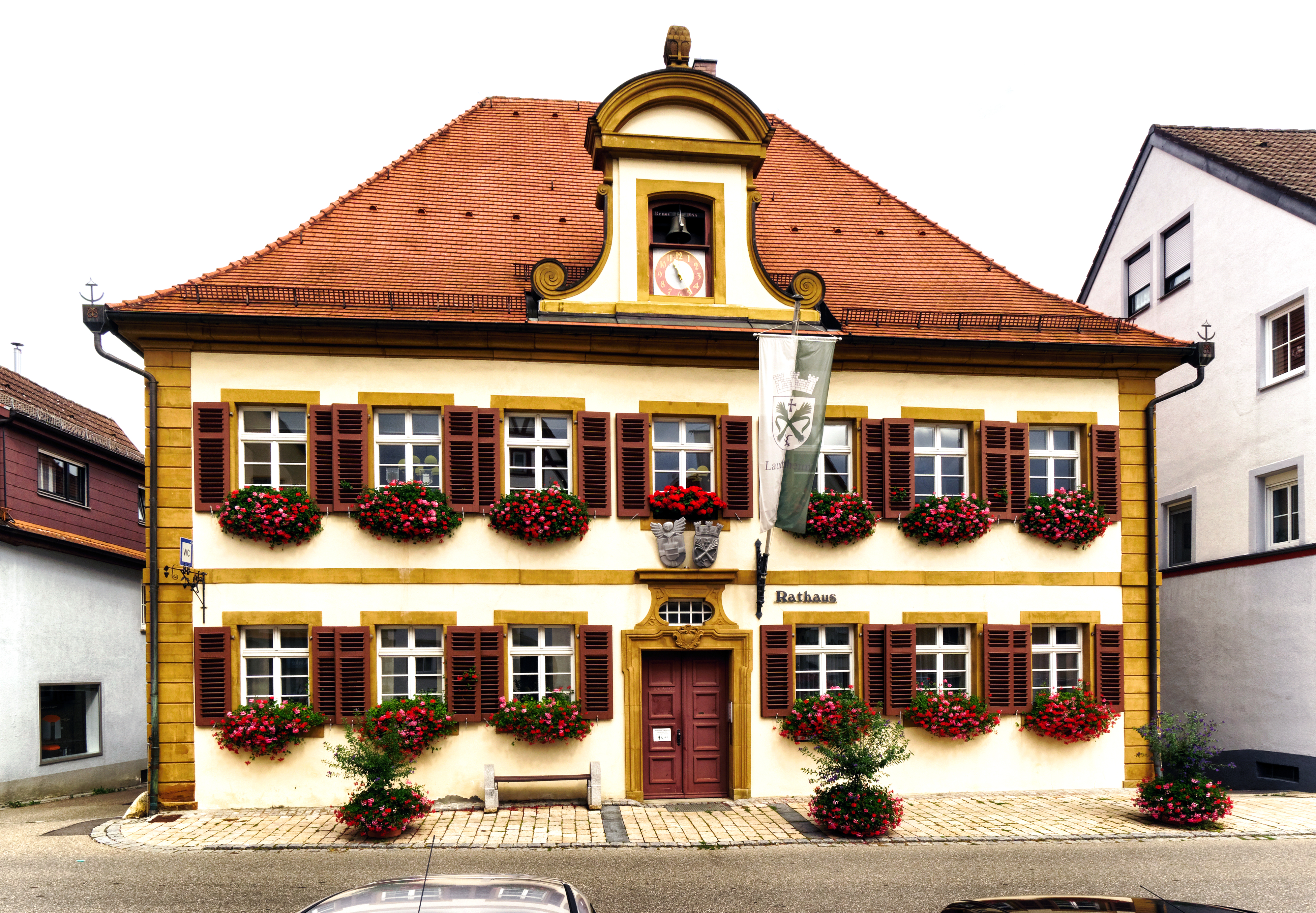
Das Rathaus von Lauchheim

## Politik

### Gemeinderat
Der Gemeinderat besteht aus gewählten ehrenamtlichen Gemeinderäten und dem Bürgermeister als ebenfalls stimmberechtigtem Vorsitzenden. In Lauchheim wird der Gemeinderat nach dem Verfahren der unechten Teilortswahl gewählt. Dabei kann sich die Zahl der Mitglieder durch Überhangmandate verändern. Seit der letzten Wahl am 9. Juni 2024 umfasst der Rat 18 gewählte Mitglieder, die sich wie folgt auf verschiedene Gruppierungen verteilen:
| Parteien und Wählergemeinschaften | Parteien und Wählergemeinschaften           | % 2024 | Sitze 2024 | % 2019 | Sitze 2019 | % 2014  | Sitze 2014 |
| --------------------------------- | ------------------------------------------- | ------ | ---------- | ------ | ---------- | ------- | ---------- |
| CDU                               | Christlich Demokratische Union Deutschlands | 30,4   | 5          | 31,7   | 6          | 50,8    | 9          |
| FWV                               | Freie Wählervereinigung                     | 30,6   | 6          | 35,8   | 6          | 30,0    | 5          |
| UBL                               | Unabhängige Bürgerliste                     | 39,0   | 7          | 32,5   | 6          | 019,2 1 | 4          |
| Gesamt                            | Gesamt                                      | 100    | 18         | 100    | 18         | 100     | 18         |
| Wahlbeteiligung                   | Wahlbeteiligung                             | 67,7 % | 67,7 %     | 53,4 % | 53,4 %     | 49,3 %  | 49,3 %     |

### Bürgermeisterin
Bürgermeisterin der Stadt Lauchheim ist seit 2015 Andrea Schnele (parteilos). Sie wurde am 8. März 2015 mit 92 Prozent der Stimmen gewählt. Sie wurde am 12. März 2023 mit 79,8 Prozent der Stimmen für eine zweite Amtszeit wiedergewählt.

### Verwaltungsverband
Die Gemeinde ist Mitglied im Gemeindeverwaltungsverband Kapfenburg mit Sitz in Westhausen.

### Wappen und Flagge
Die Stadt Lauchheim führt ein Dienstsiegel, ein Wappen sowie zwei Flaggen (Hochformat- und Bannerflagge).
| Wappen der Stadt Lauchheim | Blasonierung: „In Silber (Weiß) zwei schräg gekreuzte grüne Lauchstengel, darüber ein schwarzes Tatzenkreuz mit erhöhtem Stamm (Deutschordenskreuz), darunter eine aufgerichtete, vierendige schwarze Hirschstange; im Oberwappen eine silberne (weiße) Mauerkrone.“ |
| Wappen der Stadt Lauchheim | Wappenbegründung: Das Wappen wurde am 27. März 1981 durch das Landratsamt des Ostalbkreises genehmigt. Es handelt sich um ein redendes Wappen, das mit einem Lauchstängel um 1350 von Eberhard von Lauchheim geführt wird. Es wurde bereits 1422 vom Lauchheimer Gericht im Siegel geführt. In der Renaissancezeit wurden den Lauchstängeln zwei Sterne zugefügt, außerdem steht im Siegel über dem Wappen das Deutschordenskreuz. Seit etwa 1750 krönt eine Mauerkrone als Zeichen der Stadtrechte das Wappen. Im Zuge der Deutschen Gemeindeordnung 1935 wurde darauf verzichtet. 1985 wurde intern ohne Wappenänderung die Mauerkrone wieder hinzugefügt. |

Wappen der Ortsteile

Hülen
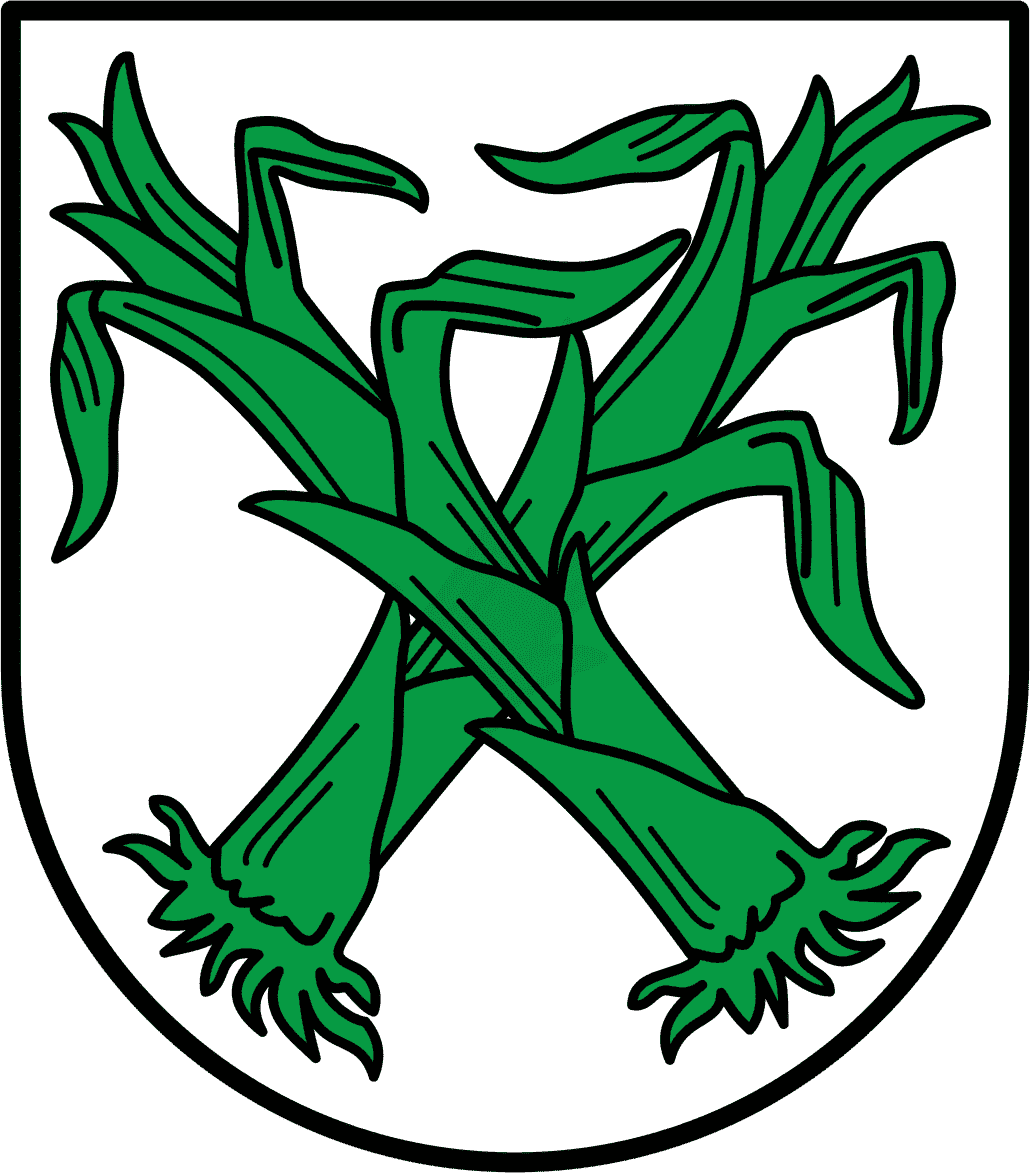
Lauchheim-Ort

### Städtepartnerschaft
Partnerstadt von Lauchheim ist die österreichische Stadt Rattenberg (Tirol) am Inn.

## Kultur und Sehenswürdigkeiten

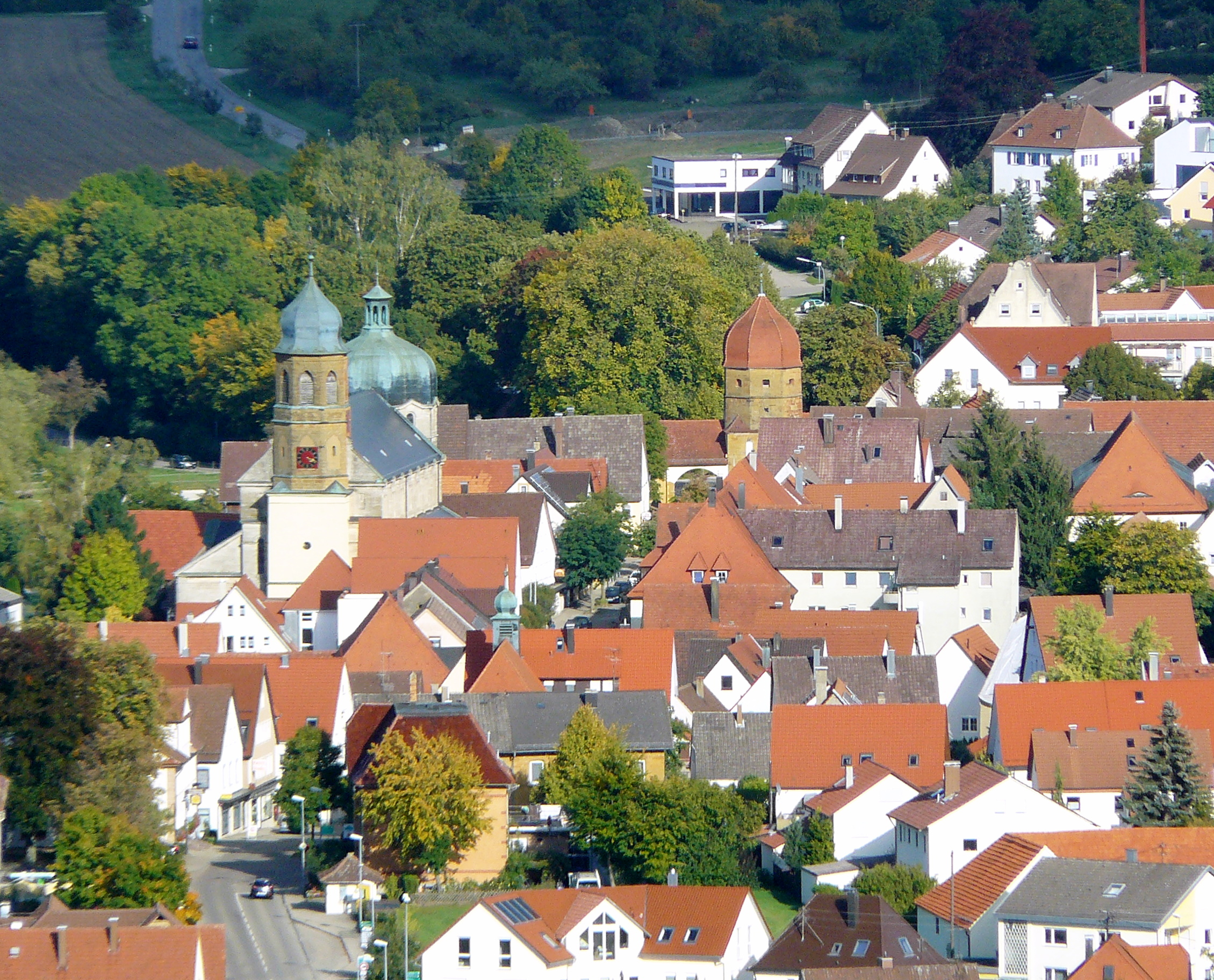
Blick auf die Innenstadt Lauchheims

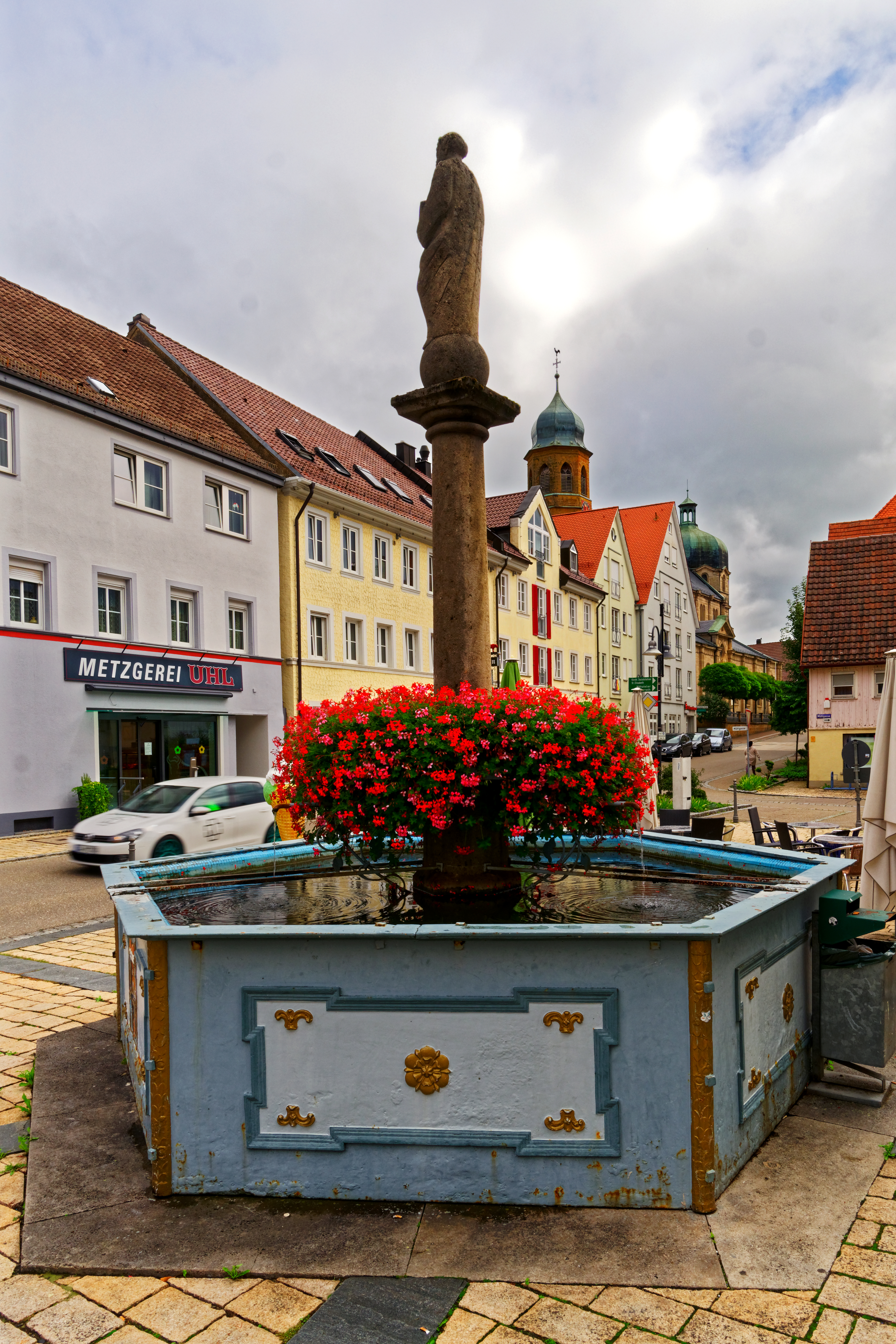
Im Stadtzentrum Lauchheims

Für die unter Denkmalschutz stehenden Kulturdenkmale der Stadt siehe die Liste der Kulturdenkmale in Lauchheim.

### Museen
Das Heimatmuseum ist im 1621 gebauten Oberen Tor, einem Wahrzeichen der Stadt, untergebracht. Die überregional bedeutenden frühmittelalterlichen Funde aus dem Gräberfeld von Lauchheim sind allerdings nicht dort, sondern im Alamannenmuseum Ellwangen und im Archäologischen Landesmuseum in Konstanz zu sehen.

### Bauwerke
- Schloss Kapfenburg steht auf einem Bergvorsprung etwa 130 Meter über der Stadt. Es wurde im Lauf der Jahrhunderte von einer Burg zum Schloss umgebaut und niemals zerstört. So sind die Baustile ganz unterschiedlicher Epochen zu einem eigenwilligen Ensemble vereint. Heute ist eine Internationale Musikschulakademie im Schloss untergebracht.

### Sport
Der SV Lauchheim hat sechs Abteilungen und über 1000 Mitglieder. Die erste Mannschaft der Fußballabteilung spielt seit der Saison 2013/2014 in der Bezirksliga. Die Jugendmannschaften spielen teilweise in einer Spielgemeinschaft mit den Vereinen aus den Nachbargemeinden Westhausen und Lippach.

### Regelmäßige Veranstaltungen
Jährlich findet am 4. Juli der Stadtfeiertag mit Kinderfest statt. Des Weiteren findet jährlich ein Faschingsumzug statt.

## Wirtschaft und Infrastruktur

### Verkehr
Lauchheim ist mit der etwa sechs Kilometer entfernten Anschlussstelle Aalen/Westhausen der Bundesautobahn 7 an das Fernstraßennetz angeschlossen. Die Bundesstraße 29 (Waiblingen–Nördlingen) führte früher durch die Stadt und umgeht diese heute in einer Schleife.
Im Bahnhof Lauchheim an der Riesbahn (Aalen–Donauwörth) halten Regionalbahnen.
Durch Alltagsrouten aus dem Radnetz Baden-Württemberg ist Lauchheim 
- über Bopfingen in Richtung Nördlingen und
- über Westhausen
  - über Rainau (Bucher Stausee und Ortsteile Schwabsberg und Saverwang) mit Ellwangen und
  - mit Aalen verbunden.

Durch Lauchheim verläuft als Landes-Radfernweg der Kocher-Jagst-Radweg. Er ist ein Rundkurs entlang der beiden Flüsse Kocher und Jagst zwischen Bad Friedrichshall und einer Querverbindung zwischen den Tälern bei Aalen (Stadtteil Unterkochen) und Lauchheim.

### Bildung
Die Deutschorden-Schule in Lauchheim ist eine Verbundschule. Unter einer Schulleitung sind, auf mehrere Gebäude verteilt, Grund-, Haupt- und Realschule zusammengefasst. Weiterführende Schulen befinden sich in Aalen, Bopfingen und Ellwangen. Zudem gibt es drei städtische und zwei römisch-katholische Kindergärten.

## Söhne und Töchter der Stadt
- Johann Setzer (1478–1532), Drucker
- Wilhelm Biener (vor 1590–1651), Tiroler Kanzler
- Johann Melchior Dreyer (1747–1824), Organist, Kantor und Komponist, geboren in Röttingen
- Isaak Hess (1789–1866), Buchhändler und Antiquar. In Lauchheim ist eine Straße nach ihm benannt.
- Johann Baptist Benz (1807–1880), Komponist und Domkapellmeister in Speyer. In Lauchheim ist eine Straße nach ihm benannt.
- Johannes Schildenberger (1896–1990), Benediktiner, Theologe und Bibelwissenschaftler